# 카투니토
카투니토(Cartoonito)는 미국의 미디어 기업 워너 브라더스 디스커버리에서 사용하는 텔레비전 네트워크 및 프로그래밍 블록의 브랜드명이다. 미취학 어린이를 대상으로한 프로그램을 주로 편성한다.
본토인 미국에서는 카툰 네트워크의 프로그래밍 블록 및 스트리밍 서비스 맥스의 브랜드로 쓰이고 있으며, 다른 국가에서는 별도의 독립된 TV 채널로 존재하기도 한다.

## 같이 보기
- 니켈로디언
- 카툰네트워크